# Nagoya Diamond Dolphins
Il Nagoya Diamond Dolphins (名古屋ダイヤモンドドルフィンズ) è una società cestistica avente sede a Nagoya, in Giappone. Fondata nel 1950, gioca in B.League.

## Storia
Il Nagoya Diamond Dolphins è una squadra di pallacanestro giapponese fondata a Nagoya nel 1950. In passato ha partecipato a diversi tornei: alla JBL Super League dal 2001 al 2007, alla Japan Basketball League dal 2007 al 2013 e alla National Basketball League dal 2013 al 2016. Nel 2018 partecipa all'East Asia Super League arrivando in semifinale. Attualmente gioca in B1 League, la massima serie del campionato giapponese di pallacanestro. Nella sua storia è riuscita a vincere la Coppa dell'Imperatore due volte, nel 1990 e nel 1991.

## Palmarès
- Coppa dell'Imperatore: 2

1990, 1991